# Омалу, Беннет
Беннет Ификенду Омалу (англ. Bennet Ifeakandu Omalu, родился в сентябре 1968 года) — нигерийско-американский врач, судебно-медицинский эксперт и врач-невропатолог. Первый обнаружил и опубликовал результаты хронической травматической энцефалопатии (ХТЭ), изучая американских футболистов, работая в округе Аллегейни в Питтсбурге. Позже он стал главным судмедэкспертом округа Сан-Хоакин в штате Калифорния, и профессором на кафедре патологии и лабораторной медицины в Калифорнийском университете в Дейвисе.

## Биография
Омалу родился 30 сентября 1968 года в городе Нноква в районе Южная Идемили в штате Анамбра на юго-востоке Нигерии шестым из семи братьев и сестер. Он родился во время нигерийской гражданской войны, что заставило его семью бежать из своего родного дома в посёлок Энугу-Укву на юго-востоке Нигерии. Они вернулись в свою деревню через два года после рождения Омалу. Мать Беннета Омалу была швеёй, а отец — инженером-строителем горной промышленности и руководителем общины в Энугу-Укву. Фамилия Омалу является сокращенной формой фамилии Онималуквубе (Onyemalukwube), что переводится как «тот, кто знает, что сказать».

### Образование и карьера
Беннет Омалу пошёл в начальную школу в возрасте трех лет, а затем поступил в среднюю школу при федеральном правительственном колледже Енугу. С 16 лет он учился в медицинской школе при Университете Нигерии в городе Нсукка. После её окончания со степенью бакалавра медицины и бакалавра хирургии в июне 1990 года он окончил клиническую ординатуру, затем три года работал врачом в горном городе Джос. Он разочаровался в Нигерии после того, как президентские выборы 1993 года, на которых победил Мошуд Абиола, были аннулированы. Тогда он начал искать возможности продолжить обучение в США. Омалу впервые приехал в Сиэтл, штат Вашингтон в 1994 году, чтобы изучать эпидемиологию в Вашингтонском университете. В 1995 году он покинул Сиэтл и переехал в Нью-Йорк, где он изучал в Гарлемской центральной больнице Колумбийского университета анатомию и клиническую патологию.
После ординатуры он выучился на судебного патологоанатома под руководством судебного консультанта Сирила Вехта в офисе Коронера округа Аллигени в Питтсбурге. Омалу стал особенно интересоваться невропатологией.
Беннет Омалу имеет восемь учёных степеней, в том числе: учёные степени в патологии и невропатологии в Университете Питтсбурга, полученные в 2000 и 2002 годах соответственно, степень магистра в области общественного здравоохранения и эпидемиологии, полученную в 2004 году в Университете Питтсбурга Высшей школы общественного здравоохранения, и степень магистра в области делового администрирования в школе бизнеса Теппера университета Карнеги-Меллона, полученную в 2008 году.
Омалу в настоящее время является главным судмедэкспертом округа Сан-Хоакин, штат Калифорния, и профессором отделения медицинской патологии и лабораторной медицины Калифорнийского университета в Дэйвисе.

### Исследование ХТЭ
Вскрытие Беннетом Омалу тела профессионального игрока в американский футбол, бывшего центра команды Питтсбург Стилерз Майка Уэбстера в 2002 году привели к открытию Омалу хронической травматической энцефалопатии, или ХТЭ. Уэбстер внезапно и неожиданно умер в возрасте 50 лет после долгой борьбы с когнитивными и интеллектуальными расстройствами, нищетой, перепадами настроения, депрессиями, злоупотреблениями наркотиками и попытками суицида. Хотя мозг Уэбстера выглядел нормально при вскрытии, Омалу на собственные средства провел независимый анализ тканей. Он подозревал, что Майк Уэбстер страдал от боксёрского слабоумия, которое развивается из-за многочисленных травм, вызванных повторными ударами в голову, состояния ранее обнаруженного у боксёров. Используя специализированные окрашивания, Омалу нашёл большие скопления тау-белка в мозге Уэбстера, влияющие на настроение, эмоции, исполнительные функции аналогичные сгусткам бета-амилоидного белка, которые способствуют болезни Альцгеймера.
Совместно с коллегами по кафедре патологии в Университете Питтсбурга, Беннет Омалу опубликовал своё открытие в журнале «Нейрохирургия» в 2005 году в статье под названием «Хроническая травматическая энцефалопатия в Национальной футбольной лиге». В ней Омалу призвал к дальнейшему изучению этой болезни: «Мы в данном отчёте сообщаем о первом задокументированном случае долгосрочных нейродегенеративных изменений у профессионального игрока НФЛ соответствующего хронической травматической энцефалопатии (ХТЭ). Этот случай обращает внимание на болезнь, которая еще недостаточно полно изучена в сообществе профессиональных футболистов, и неизвестно на сколько сильно она распространена». Омалу верил, что врачам Национальной футбольной лиги (НФЛ) будет «приятно» это узнать, и что его исследования помогут им «устранить проблему». Статья не вызвала большого интереса у медицинского сообщества, но члены комитета НФЛ Лёгкой Черепно-Мозговой Травмы (MTBI) в мае 2006 года потребовали опровержения статьи. Они написали письмо с требованием опровержения выводов и описания Омалу ХТЭ, как «совершенно неправильных» и назвать статью «ошибкой».
Омалу позже сотрудничал с Джулианом Бейлсом, нейрохирургом, исследовавшего сотрясения мозга, а затем руководителем кафедры нейрохирургии Университета Западной Вирджинии, и адвокатом Робертом П. Фитсиммонсом Западной Вирджинии, чтобы основать Научно-Исследовательский Институт Травмы Мозга и создать банк тканей и травм мозга.
В ноябре 2006 года Омалу опубликовал вторую статью в журнале «Нейрохирургия» на основе полученных им данных при исследовании мозга бывшего игрока НФЛ Терри Лонга, который страдал от депрессии и покончил с собой в 2005 году. Хотя Лонг умер в 45 лет, Омалу обнаружил такую концентрацию тау-белка, которая больше соответствовала «90-летнему мозгу с болезнью Альцгеймера». Как и с Майком Уэбстером, Омалу утверждал, что футбольная карьера Лонга вызвала впоследствии повреждение головного мозга и депрессию. Омалу также нашёл доказательства ХТЭ в мозгу вышедших на пенсию игроков НФЛ таких как Джастин Стржельчик (умер в 2004 году в 36 лет), Андре Уотерс (умер в 2006 году в 44 года) и Том Макхейл (умер в 2008 году в 45 лет).
Летом 2007 года Бейлс представил своё и Омалу открытие комиссару НФЛ Роджеру Гуделлу, чтобы провести саммит в масштабе всей лиги по теме сотрясения мозга. Бейлс позже сказал, что исследование было «отклонено». Председатель комитета НФЛ Лёгкой Черепно-Мозговой Травмы (MTBI) д-р Ира Кассон, сообщил прессе: «На мой взгляд, есть только научно обоснованные свидетельства хронической энцефалопатии у боксеров и у некоторых жокеев стипль-чез».
НФЛ публично не признавали связь между сотрясениями мозга в футболе и ХТЭ до декабря 2009 года, в течение семи лет после открытия Омалу.
Беннет Омалу также обнаружил ХТЭ в мозге ветеранов войны, опубликовав первый зарегистрированный случай в ноябре 2011 года. Омалу нашёл признаки ХТЭ у 27-летнего ветерана войны в Ираке, который страдал от посттравматического стрессового расстройства (ПТСР), а затем покончил с собой. Он опубликовал статью о связи ПТСР с ХТЭ, в которой призывал к их дальнейшему изучению.

## В СМИ и культуре
Усилия по изучению и освещению проблемы ХТЭ доктором Омалу в лице оппозиции НФЛ описывались журнале GQ в 2009 году журналисткой Жанной Мари Ласкас. Статья была позже расширена Ласкас в книге «Сотрясение мозга» (Penguin Random House, 2015) и адаптирована в фильм Concussion (в российском прокате «Защитник»). В фильме доктор Беннет Омалу является центральным персонажем, которого играет Уилл Смит. Производство фильма привело к созданию фонда имени Омалу для дальнейшего изучения ХТЭ и исследования сотрясений мозга.

## Личная жизнь
Беннет Омалу женат на Преме Мутисо, родом из Кении. Они живут в Лодай, штат Калифорния, у них двое детей, Эшли и Марк. Омалу исповедует католицизм. Получил гражданство США в феврале 2015 года.